# Sarmientosaurus
Sarmientosaurus („ještěr od města Sarmiento“) byl rod poměrně velkého titanosaurního sauropoda, který žil před asi 95 miliony let na území dnešní argentinské provincie Chubut.

## Historie
Fosilie dinosaura byly objeveny roku 1997 v sedimentech souvrství Bajo Barreal v Patagonii. Část zkamenělin byla vykopána a následně transportována do civilizace helikoptérou argentinské armády. Nejzajímavější je objev lebky dinosaura, která je u titanosaurů nalézána jen velmi vzácně. Sarmientosaurus byl vědecky popsán mezinárodním týmem paleontologů v roce 2016. Holotyp s katalogovým označením MDT-PV 2 představuje starého jedince, zachovala se jen podstatná část lebky a krční obratle.

## Velikost
Sarmientosaurus nebyl v dospělosti ani zdaleka tak velký jako jeho vzdálení příbuzní Argentinosaurus huinculensis nebo Puertasaurus reuili (pocházející rovněž z Argentiny). Přesto šlo o tvora o velikosti dvou dospělých slonů. Vědci odhadli jeho délku asi na 12 metrů a živou hmotnost zhruba na 10 metrických tun. Zajímavostí jsou také jeho relativně velké očnice.
Blízkým příbuzným tohoto sauropoda byl australský titanosaur druhu Australotitan cooperensis.

## Systematické zařazení
Sarmientosaurus patří do kladu Lithostrotia na bazální pozici, blízko afrického rodu Malawisaurus.